# X-Men: Messiah Complex
Az X-Men: Messiah Complex egy képregénysorozat, ami 2007 októbere és 2008 januárja között jelent meg. A történet az Endangered Species cselekményét folytatja. Az események tetőpontja az a szál, amit még a House of M-mel indítottak el és évekre meghatározza majd az X-Men irányát. A történet egy különleges képességekkel születő gyermek körül bonyolódik, akiért az X-Men, a Martalócok és a Purifiers szállnak versenybe, ki találja meg elsőnek.
Nick Lowe szerkesztő szerint több szereplő, mint például Rictor, Jamie Madrox, Hellion, Bishop, Gambit, Farkas, Warpath, Angyal, X-23, Mister Sinister és Rejtély is szerepel, csakúgy, mint Küklopsz, aki úgy egyesíti újra az X-Ment, amire évek óta nem volt példa.

## Publikálás
- 1.  rész: (X-Men: Messiah Complex one-shot).
- 2.  rész: (Uncanny X-Men #492)
- 3.  rész: (X-Factor #25)
- 4.  rész: (New X-Men #44)
- 5.  rész: (X-Men #206)
- 6.  rész: (Uncanny X-Men #493)
- 7.  rész: (X-Factor #26)
- 8.  rész: (New X-Men #45)
- 9.  rész: (X-Men #207)
- 10. rész: (Uncanny X-Men #494)
- 11. rész: (X-Factor #27)
- 12. rész: (New X-Men #46)
- 13. rész: (X-Men #208)